# فنسنت ماثيوز
فنسنت ماثيوز (بالإنجليزية: Vincent Matthews)‏ (15 يناير 1896 بأكسفورد في المملكة المتحدة - 15 نوفمبر 1950 بأكسفورد في المملكة المتحدة) هو لاعب كرة قدم بريطاني (وحمل سابقاً جنسية المملكة المتحدة لبريطانيا العظمى وأيرلندا) في مركز قلب الدفاع. شارك مع منتخب إنجلترا لكرة القدم. أما مع النوادي، فقد لعب مع بولتون واندررز وشيفيلد يونايتد ونادي ترانمير روفرز لكرة القدم.

## وصلات خارجية
- فنسنت ماثيوز على موقع قاعدة بيانات كرة القدم.إي يو (الإنجليزية)
- فنسنت ماثيوز على موقع ناشيونال فوتبول تيمز (الإنجليزية)